# Pirata seminolus
Pirata seminolus este o specie de păianjeni din genul Pirata, familia Lycosidae, descrisă de Willis J. Gertsch și Wallace, 1935. Conform Catalogue of Life specia Pirata seminolus nu are subspecii cunoscute.